# Basisbank
Basisbank var en dansk bank, der blev etableret i 2000. Banken er Danmarks første internetbank, der ikke er ejet af et pengeinstitut med fysiske filialer. Banken udbød hovedsagligt lån og opsparingsprodukter til privatkunder.
I juni 2021 oplyste banken, at den opgiver sin danske banklicens. Banken afvikler sin indlånsvirksomhed men fortsætter som forbrugslånsselskab.
Banken havde hovedkontor på Teglholmen i København. 
Bankens udlånskunder blev solgt til Ikano Bank A/S. [kilde mangler]
Basisbank var tidligere ejet af Proark-Gruppen. Banken blev imidlertid hårdt ramt af Finanskrisen 2007-2010, hvorfor Proark-Gruppen i januar 2012 måtte afhænde banken til forbrugslånselskabet Bokredit.

## Eksterne links
1. ↑  Dansk bank opgiver sin licens – det er blevet for vanskeligt at drive bank, berlingske, 14. juni 2021
2. ↑  Basisbank sælges til Bokredit, FinansWatch, 17.1.2012
3. ↑  Basisbank sikret af privat løsning, jp.dk, 18.1.2012 (Webside ikke længere tilgængelig)

## Ekstern henvisning
- http://www.basisbank.dk/

55°38′57.76″N 12°32′53.66″Ø / 55.6493778°N 12.5482389°Ø